# Єрчицька сільська рада
Єрчицька сільська рада — колишня адміністративно-територіальна одиниця та орган місцевого самоврядування у Попільнянському районі Білоцерківської округи, Київської й Житомирської областей Української РСР та України з адміністративним центром у с. Єрчики.

## Населені пункти
Сільській раді підпорядковувалися населені пункти:
- с. Єрчики
- с. Велика Чернявка
- с. Яблунівка

## Населення
Відповідно до результатів перепису населення СРСР, кількість населення ради, станом на 12 січня 1989 року, становила 1 074 особи.
Станом на 5 грудня 2001 року, відповідно до перепису населення України, кількість мешканців сільської ради становила 867 осіб.

## Склад ради
Рада складалася з 16 депутатів та голови.

## Керівний склад сільської ради
| ПІБ                            | Основні відомості                                                 | Дата обрання | Дата звільнення |
| ------------------------------ | ----------------------------------------------------------------- | ------------ | --------------- |
| Олійник Анатолій Станіславович | Сільський голова, 1974 року народження, освіта                    | 26.03.2006   | 31.10.2010      |
| Олійник Анатолій Станіславович | Сільський голова, 1974 року народження, освіта вища, позапартійна | 31.10.2010   |                 |

Примітка: таблиця складена за даними джерела

## Історія
Створена 1923 року в с. Єрчики-Жидовецькі (Єрчики) Романівської волості Сквирського повіту Київської губернії. 7 березня 1923 року увійшла до складу новоствореного Попільнянського району Білоцерківської округи. На 1 жовтня 1941 року в підпорядкуванні значиться хутір Шовковиця.
Станом на 1 вересня 1946 року сільська рада входила до складу Попільнянського району Житомирської області, на обліку в раді перебували с. Єрчики та х. Шовковиця.
29 червня 1960 року х. Шовковиця об'єднаний із с. Єрчики. 7 січня 1963 року, відповідно до рішення Житомирського облвиконкому № 16 «Про об'єднання та ліквідацію деяких сільських і селищних рад», до складу ради включено села Велика Чернявка та Мала Чернявка (згодом — Яблунівка) ліквідованої Великочернявської сільської ради Попільнянського району.
На 1 січня 1972 року сільська рада входила до складу Попільнянського району Житомирської області, на обліку в раді перебували села Велика Чернявка, Єрчики та Яблунівка.
Припинила існування 28 грудня 2016 року через об'єднання до складу Квітневої сільської територіальної громади Попільнянського району Житомирської області.